# Geotrygon mystacea
Geotrygon mystacea е вид птица от семейство Гълъбови (Columbidae).

## Разпространение
Видът е разпространен в Антигуа и Барбуда, Американските Вирджински острови, Британските Вирджински острови, Гваделупа, Доминика, Мартиника, Монсерат, Пуерто Рико, Сейнт Китс и Невис, Сейнт Лусия и Сен Мартен.